# Suosikki
Suosikki var en finländsk ungdomstidning på finska som gavs ut åren 1961 till 2012. Den var länge landets mest populära tidskrift med inriktning på populärmusik och ungdomskultur. Som chefredaktör verkade Jyrki Hämäläinen i 35 år (1968–2003) och tidningen har kallats hans livsverk.